# كيكيهار
كيكيهار (بالصينية: 齐齐哈尔市) هي مدينة على مستوى محافظة، في جمهورية الصين الشعبية، تتبع هيلونغجيانغ، بلغ عدد سكانها 5,367,003 نسمة في 2010، عاصمتها Jianhua District ‏، تبلغ مساحتها 42,206 كيلومتر مربع، رمزها البريدي هو 161000.

## معرض صور

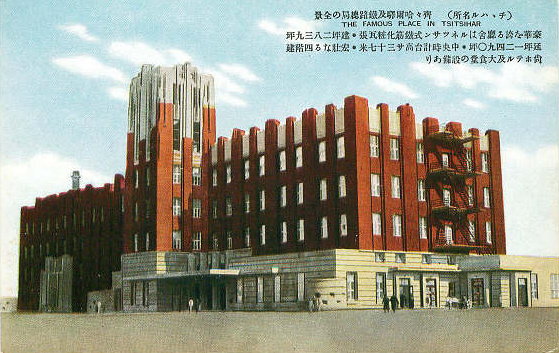
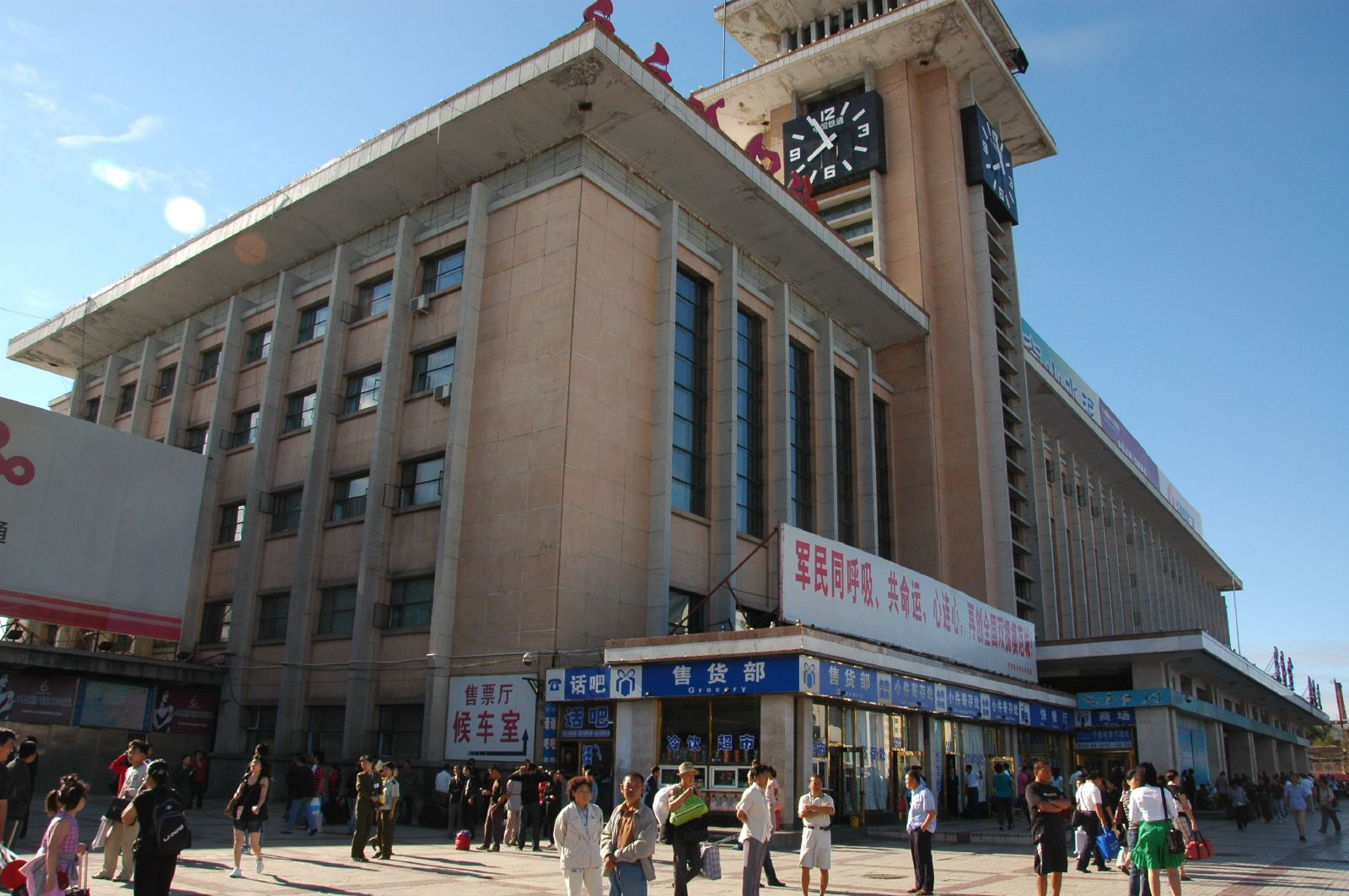
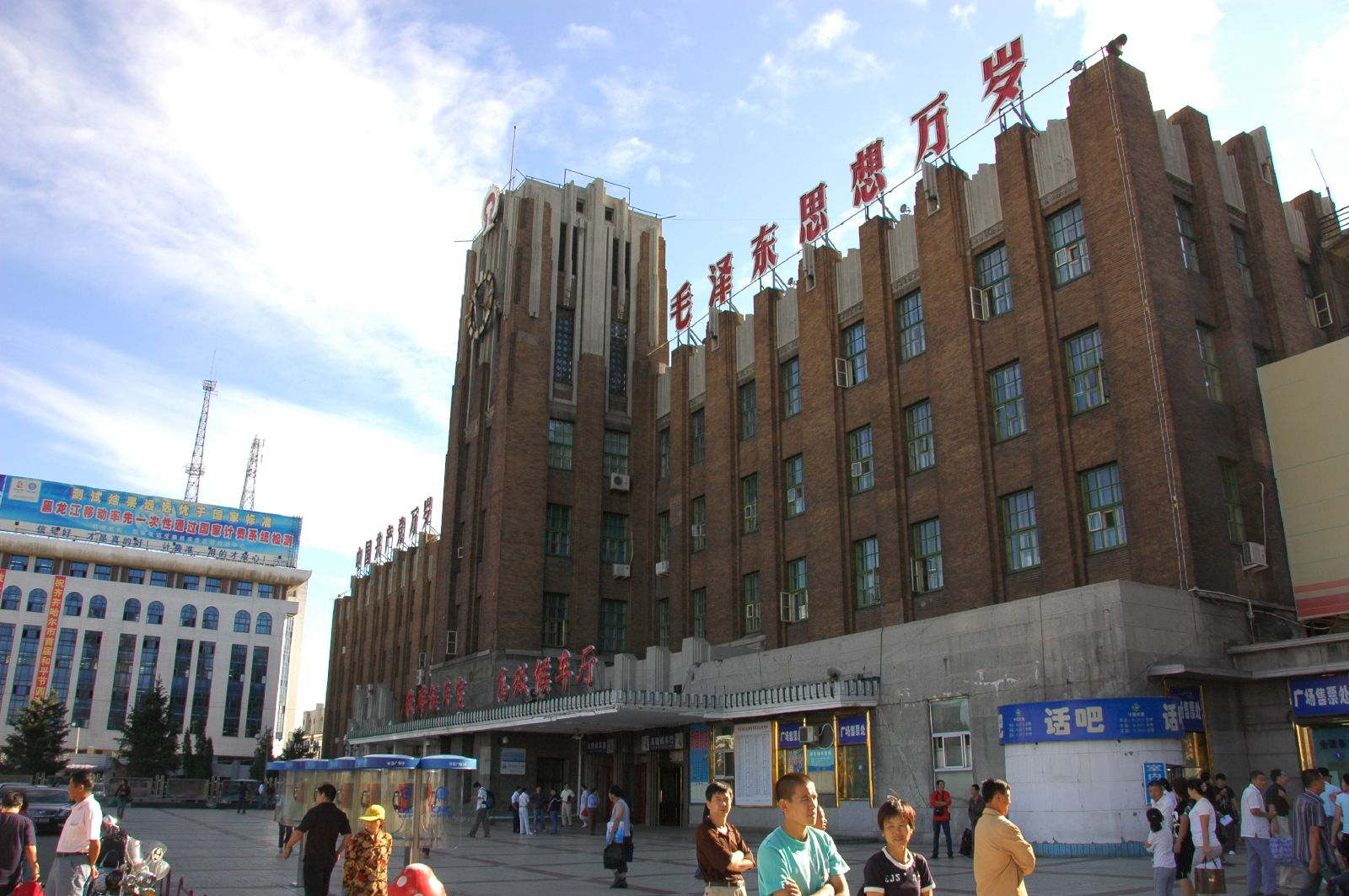

## مدن توأم
المدن التوأم:
- أوتسونوميا، توتشيغي[11]
- Jing'an, Shanghai [الإنجليزية]‏[11]
- Huangpu, Shanghai [الإنجليزية]‏[11]
- Xuhui, Shanghai [الإنجليزية]‏[11]
- دونغتشنغ[11]
- فوشان[11]
- زانجيانغ[11]
- كينغوان[11]
- Heping, Tianjin [الإنجليزية]‏[11]
- Binhai, Tianjin [الإنجليزية]‏[11]
- غوانغيوان[11]
- لوزهاو[11]
- خيخه[11]
- هوانغقانغ[11]
- هولوداو[11]
- هولونبوير[11]
- غويانغ[11]
- Jiulongpo, Chongqing [الإنجليزية]‏[11]
- Manzhouli [الإنجليزية]‏[11]
- ماريوبول[11]
- مودانجيانغ[11]
- شاوكسينج[11]
- Xishuangbanna Dai Autonomous Prefecture [الإنجليزية]‏[11]
- يانتشنغ[11]
- كراسنويارسك.

## التقسيمات الإدارية
- Longsha District [الإنجليزية]‏
- Jianhua District [الإنجليزية]‏
- Tiefeng District [الإنجليزية]‏
- Ang'angxi District [الإنجليزية]‏
- Fularji District [الإنجليزية]‏
- Nianzishan District [الإنجليزية]‏
- Meilisi Daur District [الإنجليزية]‏
- Longjiang County [الإنجليزية]‏
- Yi'an County [الإنجليزية]‏
- Tailai County [الإنجليزية]‏
- Gannan County [الإنجليزية]‏
- Fuyu County, Heilongjiang [الإنجليزية]‏
- Keshan County [الإنجليزية]‏
- Kedong County [الإنجليزية]‏
- Baiquan County [الإنجليزية]‏
- Nehe [الإنجليزية]‏.

## أعلام
- تينا وانغ
- أنتوني ليو
- يانغ فانغ
- تشانغ مين
- فانغ دان